# Équipe de Grèce de curling
L'équipe de Grèce de curling est la sélection qui représente la Grèce dans les compétitions internationales de curling.
En 2017, l'équipe nationale n'est plus classée.

## Historique
Le curling est pratiqué à Athènes.
La fédération est affiliée auprès de la Fédération mondiale de curling en 2003 et participe au championnat d'Europe en 2004 à 2010 avec comme capitaine Nikolaos Zacharias puis en division C en 2011. L'équipe est mise en sommeil depuis.

## Palmarès et résultats

### Palmarès masculin
Titres, trophées et places d'honneur
- Championnats du monde Hommes  : aucune participation
- Championnats d'Europe Hommes  : 7 participations

### Palmarès féminin
Titres, trophées et places d'honneur
- Championnats du monde Femmes  : aucune participation
- Championnats d'Europe Femmes  : aucune participation

### Palmarès mixte
Titres, trophées et places d'honneur
- Championnat du monde Doubles mixte : aucune participation